# Caldaro sulla Strada del Vino

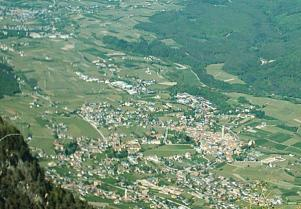
Caldaro.

Caldaro sulla Strada del Vino (en alemán Kaltern an der Weinstraße) es un municipio de 6.859 habitantes de la Provincia Autónoma de Bolzano, más concretamente, en el Oltradige. Está situado a los pies de la cadena montañosa de la Mendola, junto al bosque de Monticolo. 
Limita al sur con Appiano sulla Strada del Vino y al norte con Termeno sulla Strada del Vino.
Dista de Bolzano unos 15 km.

## Geografía
En el territorio municipal se encuentra el Lago de Caldaro, conocido por la vela y el surf que se practican allí, cuando hace viento. Es la masa de agua más amplia del Alto Adigio y alcanza una profundidad de unos 6 metros.
De invierno a menudo está completamente congelado y en estos casos se puede practicar el patinaje. Desde mayo y durante toda la estación veraniega es apto para el baño. La orilla meridional es un biotopo protegido.

## Evolución demográfica
| Gráfica de evolución demográfica de Caldaro sulla Strada del Vino entre 1921 y 2011 |
|                                                                                     |
| Fuente: Istituto Nazionale di Statistica - Elaboración gráfica por Wikipedia        |

## Turismo

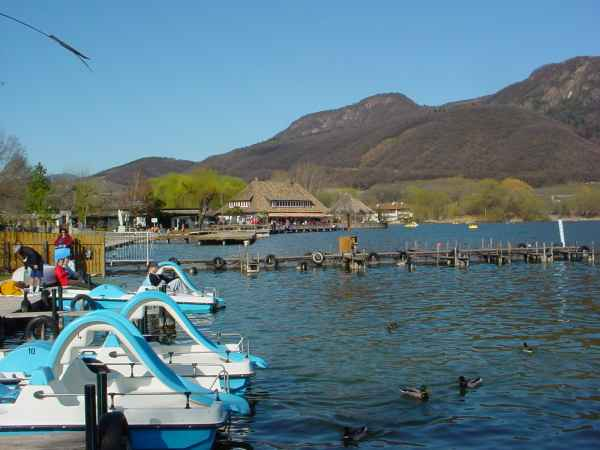
El Lago Caldaro (Kalterer See).

De la localidad de Sant'Antonio parte un funicular que en 12 minutos lleva al Passo della Mendola (1363 m s.n.m.). Está en funcionamiento desde 1903.  
En Caldaro se encuentra un estilo arquitectónico típico del Oltradige, una mezcla del gótico del norte de Europa y el renacentista del sur.  
Resulta interesante visitar el museo provincial del Vino (abierto de abril a finales de octubre), que expone los dos milenios de historia de la producción vinícola altoatesina.

## Personajes célebres
- Andreas Seppi, tenista

- Klaus Maran, campeón del mundo de windsurf